# Joseph Dahan
Pour les articles homonymes, voir Dahan.
 (juin 2017).
Si vous disposez d'ouvrages ou d'articles de référence ou si vous connaissez des sites web de qualité traitant du thème abordé ici, merci de compléter l'article en donnant les références utiles à sa vérifiabilité et en les liant à la section « Notes et références ».
Joseph Dahan, dit Jo est un musicien, chanteur et acteur français.
Il joue principalement de la basse et de la guitare, on peut l'entendre aussi au piano, à la contrebasse ou au synthétiseur.

## Biographie

### Casse-pieds
Joseph Dahan monte les Casse-pieds avec Manu Layotte, Laurent Huni, Philippe Teboul et Daniel Jamet. Ce groupe de rockabilly burlesque inspiré par la rue joue dans le métro. Remarqués par Manu Chao qui s'est joint à eux pour faire des bœufs dans le métro, leur propose de former la Mano Negra. C'est donc du mélange du groupe Hot Pants (avec Santi Casariego et Manu Chao) et des Casse-pieds que nait la Mano Negra.

### Mano Negra
Jo tient la basse du groupe de 1987 à 1992. La Mano Negra enchaîne les concerts, la notoriété du groupe augmente tant qu'en 2 ans il devient le 1er groupe rock français. Ils enregistrent notamment plusieurs albums qui connaissent un grand succès : Patchanka, Puta's Fever et King of Bongo sortis en 1988, 1989 et 1991 et les emmènent dans des tournées internationales, en 1990 aux États-Unis, en 1991 au Japon. En 1992 la Mano Negra s'embarque d'avril à juillet avec les Royal de luxe sur le « Cargo 92 » pour une tournée en Amérique latine. Ensuite à nouveau au Japon La Mano enregistre l'album live In the Hell of Patchinko. Au retour de ces tournées Jo et Tonio quittent le groupe en janvier 1993 durant l'enregistrement de Casa Babylon.

### Les Wampas
Jo reprend sa guitare et rejoint les Wampas, groupe qui avait assuré une première partie de la Mano Negra durant la tournée au Japon de 1991. Au sein du groupe, il est la deuxième guitare après Philippe Almosnino. En 2003 le single Manu Chao les révèle au grand public et ils sont nommés aux Victoires de la musique 2004 dans la catégorie « Groupe/Artiste révélation scène de l'année ». Depuis son arrivée en 1998, Jo a enregistré deux albums, Kiss en 2000 et Never trust a guy who after having been a punk, is now playing electro en 2003 ainsi qu'un album live Never Trust a Live! qui existe aussi en DVD. Un film documentaire sur le groupe en tournée : For The Rock, montre Jo à sa guitare. Au début de 2005, il est remplacé par Tony Truant.

### Autres participations
On peut entendre Jo à la basse au piano ou à la contrebasse  sur l'album Notre époque de Tarmac en 2003. Jo  suit le groupe en tournée en 2002 et 2003.
Il continue avec des anciens de La Mano Thomas Darnal, Daniel Jamet et Philippe Teboul, dans le groupe Les Patrons spécialisé dans les reprises punk-rock.
Il a joué de la guitare le festival lors du festival de la BD d'Angoulème avec le groupe Francis Gas Oil, composé de Francis Kuntz à la guitare, Véronique Forman au chant, Étienne Labroue à la basse et Philippe Teboul à la batterie.
Joseph Dahan a activement participé en 2010 à l'élaboration de l'album Ginger de Gaëtan Roussel qu'il accompagne sur scène aux côtés de Daniel Jamet et Philippe Teboul pour la tournée de l'album. Toujours avec Gaëtan Roussel, il a écrit la bande originale de Camille redouble de Noémie Lvovsky

### Carrière solo
En 2014, Jo Dahan entreprend une carrière solo et quitte le groupe de Gaëtan Roussel. Il sort son premier album qui s'intitule Ma langue aux anglais avec son premier single qui s'appelle C'était mieux avant.

## Filmographie

### Cinéma
- 1998 : Jet Set
- 1999 : Chili con carne de Thomas Gilou : un policier
- 2002 : La carpe (court metrage) : Paul
- 2002 : 3 zéros
- 2003 : Aaltra : Le motard
- 2005 : 600 secondes pour refaire le monde (court metrage) : L'ouvrier
- 2008 : Louise-Michel : L'employé des pompes funèbres
- 2010 : Mammuth : Client au restaurant
- 2018 : I Feel Good de Benoît Delépine et Gustave Kervern
- 2020 : Effacer l’historique de Benoît Delépine et Gustave Kervern
- 2022 : En même temps de Benoit Delépine et Gustave Kervern : le gardien du golf

### Télévision
- Outre les films de Gustave Kervern et Benoît Delépine, il a beaucoup travaillé avec le Groland l'émission de Canal+. On peut notamment le voir dans un sketch parodiant la série Un gars, une fille.
- 2024 : Je ne me laisserai plus faire de Gustave Kervern : Arnaud Lemoigne

### Spectacles
Jo Dahan a joué pour la compagnie Royal de luxe lors de deux tournées : Retour d'Afrique en 1998 et Les chasseurs de girafes en 2000. Il a aussi monté avec Manu Layotte ses propres spectacles La poudre aux yeux et Paris d'Amérique. Il a monté un spectacle de music-hall avec l'association Clowns Sans Frontières, en tournée en Uruguay (en mai 2008) et en 2009.
En 2008, il a participé à Saragosse et à Liverpool avec l'association La Machine, au spectacle La symphonie Mécanique créé par François Delarozière et Mino Malan. Il y jouait une sorte de savant représentant la troupe auprès de la presse locale pour leur spectacle Les mécaniques savantes.
En 2009 il suit La Machine à Yokohama pour le spectacle des araignées géantes sur le port de la ville.

## Nomination
- César 2013 : Nomination au César de la meilleure musique pour Camille redouble